# ポップコーン (女性デュオ)
ポップコーンは、全国フォーク音楽祭出場を経て1973年にデビューした福岡県出身の松尾理恵子・山崎綾香による女性フォークデュオ。1974年にピコと改名した。

## ディスコグラフィー

### シングル
1. 千円の旅（1973年1月25日、ポリドール・MGMレコード、DM-2504）
  - 作詞：武藤美代子、作曲：山崎綾香、編曲：馬飼野康二
  - c/w　愛し合うのは今
2. 生まれた時は（1973年5月21日、DM-2508）
  - 作詞：千家和也、作曲：松尾理恵子、編曲：馬飼野康二
  - c/w　悪いのはいつも私
3. 乙女の挽歌（1974年8月25日、テイチクレコード、B-34）-　ピコ名義
  - 作詞：松本隆、作曲：杉本正人・編曲：青木望
  - c/w　白は悲しみの色
4. 春色の倖せ（1975年、テイチクレコード、B-37）
  - 作詞：松本隆、作曲・編曲：竜崎孝路
  - c/w　押花の想い出
5. あなたと私のレッセッセ（1977年8月、ポニー・キャニオン、F-205）-　ピコ名義
  - 作詞・作曲：松山千春、編曲：松井忠重
  - c/w　うつろな日々

### アルバム
- 生まれた時は（1973年）
- 青春のらくがき（1977年）-　ピコ名義

### その他
- こびとになれたら（1976年、E-1025）-　ピコ名義[1]、『ひらけ!ポンキッキ』挿入歌。LP『およげ！たいやきくん』収録。